# 許登宮
許登宮（1940年12月22日—2018年3月16日），生於台灣嘉義縣民雄鄉東湖村10鄰東勢湖，政治人物，曾經代表中國國民黨及台灣團結聯盟任職立法委員。

## 生平
國小畢業後就至台北市工作，第一份工作是在三重市名人蔡詩祥開設的永祥油漆行。
以從事油漆業而致富。在致富後，於林口地區購置許多土地。1990年間，成為股市主力之一，被稱為「林口許」。
2018年3月16日辭世，享壽80歲。

## 外部連結
- 立法院 （页面存档备份，存于）